# Paul Vidal de la Blache
Paul Vidal de la Blache (født 22. januar 1845 i Pézenas, departement Hérault, død 5. april 1918 i Tamaris-sur-Mer, departement Var) var en fransk geograf.
<Vidal de la Blache var oprindelig historiker, men under et ophold i Grækenland vaktes hans interesse for geografiske problemer. Efter at have gjort rejser i Middelhavslandene blev han (1872) professor i historie og geografi i Nancy, hvor han bidrog vægtigt til at fremme det geografiske studium, som hidtil havde været ganske upåagtet i Frankrig. Efter i en årrække at have virket som lærer i Paris, blev han 1909 professor i geografi ved Sorbonne. Vidal de la Blache har forfattet et betydeligt antal videnskabelige værker, udgivet et stort atlas og grundlagt det ansete fagtidsskrift Annales de géographie.